# Престон (Тексас)
Престон (енгл. Preston) насељено је место без административног статуса у америчкој савезној држави Тексас.

## Демографија
По попису из 2010. године број становника је 2.096.
| Група             | 2000.    | 2010.         |
| Белци             | 0 (0,0%) | 1.968 (93,9%) |
| Афроамериканци    | 0 (0,0%) | 2 (0,1%)      |
| Азијати           | 0 (0,0%) | 12 (0,6%)     |
| Хиспаноамериканци | 0 (0,0%) | 44 (2,1%)     |
| Укупно            | 0        | 2.096         |